# Finnlandschwedischer Schriftstellerverband
Der Finnlandschwedische Schriftstellerverband (schwedisch Finlands svenska författareförening, deutsch wörtlich „Finnlands schwedischer Schriftstellerverband“) ist der Verband der Schriftsteller finnlandschwedischer Literatur. Er wurde 1919 gegründet und hatte 2009 etwa 200 Mitglieder.

## Geschichte
Ursprünglich wirkte der Verband v. a. als soziale Plattform für finnlandschwedische Autoren in der Hauptstadt Helsingfors (finnisch Helsinki) und Umgebung. Von Anfang an wurde die nordische Ausrichtung betont, nicht zuletzt aufgrund der engen Kontakte zu Kollegen in Schweden. Allgemeines Ziel war die Verbesserung der ökonomischen und rechtlichen Bedingungen für die Mitglieder. Erst in den 1960er Jahren entwickelte sich Finlands svenska författareförening zu einer echten Berufs- und Interessenvertretung, für die Fragen zu Urheberrecht und Meinungsfreiheit zentral waren. Es bestanden umfassende internationalen Kontakte. Aus eigenen Mitteln konnte die Organisation jährlich Stipendien vergeben.

## Schriftstellerresidenzen
Zwischen 1921 und 2001 besaß der Verband das Dichterheim in Borgå (Diktarhemmet i Borgå), das verdienten finnlandschwedischen Autoren als Arbeitsresidenz zur Verfügung gestellt wurde. Als Stiftung durch die Schriftstellerin Ulla Bjerne (Biaudet) und den Arzt Léon Biaudet erhielt der Verband 1969 die Villa Biaudet in Lovisa (finnisch Loviisa), die seitdem in Form eines Residenz-Stipendiums zur Verfügung gestellt wird.